# Qaradırnaq
Qaradırnaq är en ort i Azerbajdzjan.   Den ligger i distriktet Bərdə Rayonu, i den centrala delen av landet, 220 km väster om huvudstaden Baku. Qaradırnaq ligger 34 meter över havet och antalet invånare är 633.
Terrängen runt Qaradırnaq är platt, och sluttar österut. Närmaste större samhälle är Barda, 12,6 km nordväst om Qaradırnaq.
Trakten runt Qaradırnaq består till största delen av jordbruksmark. Runt Qaradırnaq är det ganska tätbefolkat, med 129 invånare per kvadratkilometer.